# Melissa Rivers
Melissa Warburg Rosenberg (korábban Endicott; New York, 1968. január 20. –), ismertebb nevén Melissa Rivers, amerikai színésznő, televíziós műsorvezető. Joan Rivers humorista és Edgar Rosenberg gyermeke.

## Élete
Melissa Warburg Rosenberg New York City-ben született, zsidó családba. Ő Joan Rivers és Edgar Rosenberg egyetlen gyermeke. Gyerekkora nagy részét Los Angelesben töltötte. A John Thomas Dye School, a Marlborough School és a Buckley School tanulója volt. Nyolc éves korában kezdett táncolni, eleinte egy héten egyszer. Tizenkét éves korában kezdett komolyabban foglalkozni a tánccal, ekkor már rendszeresen vett magánórákat.
A Philadelphia Egyetem hallgatója volt, ahonnan 1989-ben érettségizett. Apja, Edgar öngyilkos lett. 1990-ben felvette anyja vezetéknevét, így Melissa Rivers lett a neve.
2003-ban a PETA szőr-ellenes kampányában szerepelt.
100.000 dollárt adományozott a Make-a-Wish Foundation számára.
Melissa szerepelt a The Celebrity Apprentice című műsorban is, ahonnan egy 2009-es epizód során kirúgták. Ezután kirohant a teremből, sértéseket vágott csapattársai fejéhez, ráordított a stáb tagjaira is, és nem adott interjút, amikor távozott, ami kötelezőnek számít a műsorban. Anyja, Joan is szerepelt a Celebrity Apprentice ezen évadában, és azzal fenyegetőzött, hogy kilép a műsorból, Melissa kirúgása miatt, de végül maradt és nyert is.
A Legyen Ön is milliomos! különleges, hírességeket tartalmazó változatában 22.250 dollárt nyert. A hírességek azért játszottak, hogy pénzt gyűjtsenek az Alzheimer-kór kutatására.
1998-ban ment hozzá John Endicott lókiképzőhöz. 2003-ban elváltak. Egy gyermeke született 2000-ben, Cooper Endicott. 2008-tól 2012-ig Jason Zimmerman edzővel járt.
2015 januárjában beperelte az orvosokat, akik anyját műtötték, mivel ez a műtét okozta anyja halálát.
2015 óta Mark Rousso tehetségkutatóval van kapcsolatban.
2013 márciusában ő és anyja bekerültek a Ride of Fame-be, és egy emeletes buszt is nekik szenteltek.
2021 márciusában bejelentette, hogy eladja Santa Monica-i villáját 15,5 millió dollárért.